# 約翰肯尼迪大學
約翰肯尼迪大學（John F. Kennedy University）是主校區位於美國加利福尼亞州普萊森特希爾的一所私立大學，成立於1964年。除去主校區之外，在加州的聖何塞和伯克利還有兩個分校區。2009年4月成為國立大學系統下的一個學校，但仍保留原名，其學位頒發上也相對獨立。. 2015年《美國新聞與世界報道》 未將其列入排名。

## 外部連結
- John F. Kennedy University
- National University System